# Stephen Colbert
Stephen Colbert (født 13. maj 1964) er en amerikansk talkshow-vært. Fra 2005 til 2014 var han vært på talk showet The Colbert Report på Comedy Central.[kilde mangler], som var opstået som en del af Jon Stewarts The Daily Show. Programmet indbragte ham både i 2006 og 2007 en plads på Times liste over de 100 mest betydningsfulde personer, en hæder Colbert ofte nævner med stor selvfølelse. Netop den påtagede selvfølelse er en del af hans parodiske fremstilling af den typiske talkshowvært, hvis træk han især har lånt hos Fox' The O'Reilly Factors vært, den stærkt højreorienterede Bill O'Reilly.
Colbert vakte furore i brede politiske og mediekredse i USA med sin satiriske tale for præsident George W. Bush ved White House Correspondents' Association Dinner 29. april 2006. Talen rummede så megen eksplicit kritik af amerikanske medier og af præsidenten, som sammen med Laura Bush var æresgæster ved den traditionsrige middag, at de fleste større medier forsøgte at ignorere den i deres omtale dagen efter. Imidlertid var Colberts tale i sin helhed lagt på bl.a. YouTube (hvorfra den senere af rettighedsgrunde blev fjernet) og meget eksponeret i blogosfæren.
Efter Google har købt rettighederne til talen, kan den stadig findes på internettet.

## The Late Show
I september 2015 overtog han værtsrollen på The Late Show fra David Letterman, der gik på pension.

## Hædersbevisninger
Colbert vandt en Grammy for Bedste comedyalbum for sin A Colbert Christmas: The Greatest Gift of All! i 2009 og en Grammy Award for Best Spoken Word Album i 2014 for sin indtalelse af America Again: Re-becoming The Greatness We Never Weren't.